# Galyn Susman
Galyn Susman (* 21. September 1964 in Park Forest, Illinois) ist eine US-amerikanische Filmproduzentin und Animatorin.

## Leben
Galyn Susman wuchs in einem kleinen Vorort von Chicago auf. Derzeit lebt sie mit ihrem Mann Dan Levin und ihren gemeinsamen 3 Kindern in der kalifornischen Stadt Piedmont. 1986 erhielt sie ihren Abschluss an der Brown University in Rhode Island. Zunächst hatte sie als Hauptfach Physik, merkte aber, dass es das falsche Fach war. Demzufolge änderte sie ihren Studiengang in Informatik und Computergrafik. Ihren ersten Kurzfilm produzierte sie bei Apple, als sie in der Abteilung Forschung und Entwicklung arbeitete. 1990 wurde sie bei den Pixar Animation Studios angestellt und zu Anfang arbeitete sie zusammen mit Andrew Stanton als Co-Regisseur an zwei Werbespots für das Unternehmen Kellogg’s. Ende Mai 2023 wurde sie bei Pixar im Zuge einer Entlassungswelle dort freigestellt.

## Filmografie (Auswahl)
- 1988: Pencil Test
- 1995: Toy Story
- 1999: Toy Story 2
- 2001: Die Monster AG
- 2003: Findet Nemo
- 2007: Ratatouille
- 2008: BURN·E
- 2009: Oben
- 2009: Dugs Sondereinsatz
- 2009: Adventure Is Out There
- 2009: George & A.J.
- 2011: Toy Story Toons (Animationsserie, Folge 1x01 Urlaub auf Hawaii)
- 2012: Die Legende von Mor'du
- 2012: Merida – Legende der Highlands
- 2013: Toy Story of Terror
- 2014: Toy Story – Mögen die Spiele beginnen
- 2022: Lightyear